# Areoda leachi
Areoda leachi är en skalbaggsart som beskrevs av Macleay 1819. Areoda leachi ingår i släktet Areoda och familjen Rutelidae. Inga underarter finns listade.